# Червоный Лиман (Харьковская область)
Червоный Лиман (укр. Червоний Лиман) — село,
Новониколаевский сельский совет,
Барвенковский район,
Харьковская область, Украина.
Код КОАТУУ — 6320485003. Население по переписи 2001 г. составляет 418 (201/217 м/ж) человек.

## Географическое положение
Село Червоный Лиман находится на правом берегу канала Днепр — Донбасс в том месте, где он проходит по руслу реки Берека.
На противоположном берегу находятся остатки Украинской оборонительной линии.
Рядом проходит автомобильная дорога Т-2109.

## Экономика
В селе есть молочно-товарная ферма.